# Priscilla Lopesová-Schliepová
Priscilla Lopesová-Schliepová, rozená Priscilla Lopesová (* 26. srpna 1982 Scarborough, Ontario) je kanadská atletka, sprinterka, která se věnuje krátkým překážkovým běhům. Na Letních olympijských hrách 2008 v Pekingu vybojovala bronzovou medaili v běhu na 100 metrů překážek.

## Sportovní kariéra
V roce 2004 reprezentovala na Letních olympijských hrách v Athénách, kde ve čtvrtém rozběhu obsadila časem 13,08 s páté místo a do semifinále nepostoupila. V semifinále skončila také na MS v atletice 2005 v Helsinkách. Na světovém šampionátu v Ósace v roce 2007 skončila v rozběhu na celkovém 17. místě a postup do šestnáctičlenného semifinále ji utekl o jedno místo. Rozběhem neprošla také na halovém MS 2008 ve Valencii.

### Peking 2008
První cenný úspěch na mezinárodní scéně přišel na Letních olympijských hrách 2008 v Pekingu. V prvním semifinálovém rozběhu obsadila časem 12,68 s třetí pozici a probojovala se do finále. V něm startovala v osmé dráze. Pro zlatou medaili si běžela Američanka Lolo Jonesová, jež v semifinále zaběhla časem 12,48 s nejrychlejší čas. Ve finále jasně vedla, ale olympijskou vítězkou se nakonec nestala. O předposlední, devátou překážku zavadila, ztratila rytmus a soupeřky jejího zaváhání dokázaly využít. Jonesová doběhla jako sedmá. Olympijskou vítězkou se stala její krajanka Dawn Harperová, jež cílem proběhla v čase 12,54 s. Stříbrnou medaili získala Sally McLellanová, jež byla v cíli o několik tisícin rychleji než Kanaďanka Lopesová-Schliepová, která vybojovala ve stejném čase 12,64 s bronz. V těsném finiši skončila pod stupni vítězů, na 4. místě další Američanka Damu Cherryová (12,65 s), pátá doběhla Delloreen Ennisová-Londonová z Jamajky (12,65 s) a šestá její krajanka Brigitte Fosterová-Hyltonová (12,66 s).

### 2009 – 2012
V roce 2009 získává na Berlínském olympijském stadiónu v rámci MS v atletice stříbrnou medaili. Ve finále prohrála o tři setiny sekundy s Jamajčankou Fosterovou-Hyltonovou. Dne 4. září 2009 na posledním mítinku Zlaté ligy v Bruselu se poprvé v kariéře dostává na trati 100 metrů překážek pod hranici 12,50 sekundy. Časem 12,49 s v závodě obsadila druhou pozici.
V halové sezóně roku 2010 si ve Stuttgartu vylepšila osobní rekord v běhu na 60 m překážek na 7,82 s. Sezónu završila bronzovou medailí na halovém MS v katarském Dauhá. V letní části sezóny předvedla nejhodnotnější výkony na mítincích v Lausanne (8. červenec – 12,56 s), v Londýně (13. srpen – 12,52 s), na Diamantové lize v Curychu (19. srpen – 12,53 s) a na berlínském mítinku ISTAF (22. srpen – 12,57 s). Později zvítězila také na posledním mítinku Diamantové ligy v Bruselu a s celkovým počtem 22 bodů završila celkové vítězství ve své disciplíně.
V březnu roku 2011 z důvodu těhotenství přerušila kariéru. 16. září 2011 porodila dceru, jež dostala jméno Nataliya Ava.
V roce 2012 se nekvalifikovala na Letní olympijské hry do Londýna.

### Osobní rekordy
Hala
- 50 m přek. – 6,82 s – 21. února 2008, Stockholm
- 60 m přek. – 7,82 s – 6. února 2010, Stuttgart

Venku
- 100 m – 11,44 s – 19. července 2003, Victoria
- 100 m přek. – 12,49 s – 4. září 2009, Brusel

## Soukromý život
Jejím bratrancem je kanadský fotbalista Dwayne De Rosario, nejlepší střelec reprezentace Kanady, vítěz Zlatého poháru CONCACAF 2000.